# ヨーク・ボウエン
エドウィン・ヨーク・ボウエン（Edwin York Bowen、1884年2月22日 - 1961年11月23日）は、イギリスの作曲家。
ロンドンのクラウチ・エンド出身。王立音楽アカデミーで学び、後に同校の教授となった。
後期ロマン派のスタイルで作曲し、すばらしいピアニストそして多作でマイナーな作曲家として認識された。イギリス音楽界でのボウエンの評価は若いころから第一次世界大戦までは高かったが、アーノルド・バックスのような現代的な語法の作曲家が好意的な評価を受けるとともに、彼の評価は低下していった。
管弦楽曲、ピアノ協奏曲、ピアノ曲、室内楽曲を多く残した。特に、抜粋で自作自演も残しているピアノのための『24の前奏曲』はカイホスルー・シャプルジ・ソラブジに献呈され、ソラブジ自身から絶賛された。近年では、そのピアノ作品の演奏も能くするスティーヴン・ハフの校訂によるピアノ曲の楽譜が出版されている。

## 作品

### 管弦楽曲
- アラベスク Arabesque
- 学生管弦楽団のための「ミニチュア組曲」 Miniature Suite
- 交響曲第1番 ト長調 Op.4
- 交響詩「タッソの哀歌」The Lament of Tasso Op.5
- 演奏会序曲 ト短調 Concert Overture Op.15 (1904)
- 交響詩「交響ファンタジア」 ヘ長調 Symphonic Fantasia (A Tone Poem) Op.16 (1905)
- 交響曲第2番 ホ短調 Op.31 (1909)
- 「祝典序曲」 ニ長調 Festal Overture Op.89
- 「トム・ボウリングによる幻想序曲」Fantasy Overture on Tom Bowling Op.115
- 交響曲第3番 Op.137 (1951)

### 吹奏楽曲
- The Hardy Tin Soldier No.1

### 協奏曲
- ピアノ協奏曲第1番 変ホ長調 Op.11 (1903)
- ピアノ協奏曲第2番 「コンツェルトシュテュック」 ニ短調 "Concertstück" Op.17 (1905)
- ピアノ協奏曲第3番 「ファンタジア」 ト短調 "Fantasia"  Op.23 (1906-1907)
- ヴィオラ協奏曲 ハ短調 Op.25 (1906-1907)
- ヴァイオリン協奏曲 ホ短調 Op.33 (1913)
- チェロと管弦楽のための「狂詩曲」 ニ長調 Rhapsody Op.74
- ピアノ協奏曲第4番 イ短調 Op.88 (1929)
- ハープと小管弦楽のためのアラベスク (1949)
- ホルン、弦楽とティンパニのための協奏曲 Op.150 (1956)

### 室内楽曲
- ヴァイオリンとヴィオラのための3つの二重奏曲 Three Duos
- フルートとピアノのための「ミニチュア組曲」 Miniature Suite
- フルート、オーボエ、クラリネット二本とファゴットのための「ミニチュア組曲」 Miniature Suite
- 独奏フルートのためのSoliloquy and Frolic
- フルート二本のためのソナタ
- ヴァイオリンまたはヴィオラとピアノのための「ロマンス」変ニ長調 Romance (1900, 1904)
- ヴィオラとオルガンのための「ファンタジア」 ヘ長調 Fantasia (1903)
- ヴィオラ・ソナタ第1番 ハ短調 Op.18 (1905)
- チェロまたはヴィオラとピアノのための「協奏曲のアレグロ」 ニ短調 Allegro de Concert (1906)
- ヴィオラ・ソナタ第2番 ヘ長調 Op.22 (1906)
- ヴァイオリン、チェロ（またはヴィオラ）とピアノのための「幻想的三重奏曲」 Phantasie Trio Op.24
- ヴィオラ、ハープとピアノのための「詩曲」 変ト長調 Poem Op.27 (1912)
- チェロとピアノのための「ロマンス」 イ長調 Romance (1908)
- ヴァイオリンとピアノのための組曲 ニ短調 Op.28 (1909)
- 弦楽四重奏曲 第2番 ニ短調 Op.41 (1918年ごろ)
- 4つのヴィオラのための「幻想四重奏曲」（ファンタジア） ホ短調 Fantasie Quartet (Fantasia) Op.41 No.1 (1907)
- 弦楽四重奏曲 第3番 ト長調 Op.46b (1919)
- ヴァイオリンまたはヴィオラとピアノのための「G線上のメロディ」 変ト長調 Melody on the G-String Op.47 (1917)
- ヴィオラとピアノのための「C線上のメロディ」 ヘ長調 Melody for the C-String Op.51 No.2 (1918)
- ヴィオラとピアノのための「幻想曲」 ヘ長調 Phantasy Op.54 (1918)
- 2つのヴィオラのための2つの二重奏曲 Two Duets for Two Violas (1920)
- チェロ・ソナタ イ長調 Op.64 (1921)
- ホルンとピアノのための2つの前奏曲 (1921)
- ヴァイオリン、チェロとピアノのための「三重奏狂詩曲」 イ短調 Rhapsody Trio Op.80 (1926)
- ホルンと弦楽四重奏のための五重奏曲 ハ短調 Op.85 (1927)
- オーボエ・ソナタ Op.85 (1927)
- バスクラリネットと弦楽四重奏のための「幻想五重奏曲」 Phantasie-Quintet Op.93 (1932)
- ホルン・ソナタ 変ホ長調 Op.101 (1937)
- クラリネット・ソナタ ヘ短調 Op.109 (1943)
- ヴァイオリン・ソナタ  ホ短調 Op.112 (1945)
- ヴァイオリン、チェロとピアノのための「3楽章の三重奏曲」 ホ短調 Trio in 3 Movements Op.118
- フルート・ソナタ Op.120 (1946)
- アルト・リコーダー（トレブル）とピアノのためのソナチネ Op.121 (1948)
- オーボエ、ホルンとピアノのための「バラード」 Ballade Op.133
- ヴィオラとピアノのための「狂詩曲」  ト短調  Rhapsody Op.149 (1955)
- ヴィオラ・ダモーレとピアノのための3つの小品 Op.153
- ヴィオラ・ダモーレとピアノのための「詩曲」 Poem (1957)
- ヴィオラとピアノのための小品 変ホ調 (1960)
- ヴィオラとピアノのための「序奏とアレグロ」 ニ短調 Introduction and Allegro (1961)

### ハープ曲
- アラベスク Arabesque

### オルガン曲
- 「メロディ」 ト短調 Melody
- 「幻想曲」 ト短調 Fantasia Op.136

### 2台ピアノ曲
- 2つの小品 Two Pieces Op.106 (1939)
- ソナタ第2番 ホ短調 Op.107 (1941)
- 「演奏会用ワルツ」 ハ長調 Concert Waltz in C Op.108 (1941)
- カプリッチョと詩曲 Capriccio and Poem Op.129
- 「変奏曲」 Theme and Variations Op.139 (1951)
- 「バラード」 Ballade Op.157

### ピアノ連弾
- 「3楽章の組曲」Suite in Three Movements Op.52 (1918)
- 「組曲第2番」Suite No.2 Op.71
- 4つの小品 Op.90
- 組曲 Op.111

### ピアノ曲
- Spare Moments (2巻) Op.1
- 7つのシルエット Silhouttes (7 Morceaux Mignons) Op.2
- 4つの小品 Four Pieces Op.3
- ピアノ・ソナタ 第1番 ロ短調 Op.6 (1900)
- 4つの小品 Stray Fancies (Four Little Pieces for Piano) Op.8
- 「狂詩曲第1番」 First Rhapsody Op.8 (1902)
- ピアノ・ソナタ 第2番 嬰ハ短調 Op.9
- 演奏会用練習曲 変ト長調 Concert Study No.1 Op.9 No.2
- 「狂詩曲」 ロ短調 Rhapsody Op.10 (1902)
- ピアノ・ソナタ 第3番 ニ短調 Op.12
- 「奇想曲第2番」 Caprice No.2 Op.13
- 「アラベスク Arabesque Op.20 No.1
- 「愛の夢想 」 Rêverie d'amour Op.20 No.2
- Bells (An Impression) Op.20 No.3
- 演奏会用練習曲第2番 ヘ長調 Concert Study No.2 Op.32
- 「ロマンス第1番」 変ト長調 Romance No.1 Op.35
- 「短いソナタ」 Short Sonata Op.35
- ピアノ組曲第4番 Suite Mignonne Op.39
- ピアノ組曲第5番 Curiosity Suite Op.42
- 3つのスケッチ（素描） Three Sketches Op.43
- 3つのミニチュア Three Miniatures Op.44
- 「ロマンス第2番」 Romance No.2 Op.45
- 12の練習曲 Twelve Studies Op.46
- 「バラード第1番」 Ballade No.1 (1919)
- 3つの重大な舞曲 Three Serious Dances Op.51
- 5つの印象「あの子ら！」Those Children! (Five Impressions) Op.55
- ハンス・アンデルセンによる断片集、ピアノのための組曲第一部 Fragments from Hans Andersen, Suite for Piano, Part One Op.58
- ハンス・アンデルセンによる断片集、ピアノのための組曲第二部 Fragments from Hans Andersen, Suite for Piano, Part Two Op.59
- ハンス・アンデルセンによる断片集、ピアノのための組曲第三部 Fragments from Hans Andersen, Suite for Piano, Part Three Op.61
- 「引用主題による変奏曲とフーガ」 Variations and Fugue on an Unoriginal Theme Op.62
- ピアノ・ソナタ第5番 ヘ短調 Op.72
- The Way to Polden (An Ambling Tune) Op.76
- 奇想曲 Capriccio Op.77
- 夜想曲 変イ長調 Nocturnes Op.78
- 3つの前奏曲 Three Preludes Op.81
- 「子守唄 」 Berceuse Op.83
- 「夢想 」 ロ長調 Rêverie  Op.86
- 「バラード第1番」 Ballade No.2 Op.87
- 3つの無言歌 Three Songs without Words Op.94
- 「牧歌」 Idyll Op.97
- Falling Petals Op.98 No.1
- Turnstiles Op.98 No.3
- 12の簡単な即興曲 Twelve Easy Impromptus Op.99
- 2つの前奏曲 Two Preludes Op.100
- 24の前奏曲 Twenty-Four Preludes in All Major and Minor Keys Op.102 (1938)
- 2つの小品 Two Pieces Op.106
- アラベスク Arabesque Op.119
- シチリアーナとトッカティーナ Siciliano and Toccatina Op.128
- 幻想曲 ト短調 Fantasia Op.132 (1948)
- 2つの間奏曲 Two Intermezzi Op.141
- ソナチネ Op.144
- 4つのバガテル Four Bagatelles Op.147
- トッカータ Toccata Op.155 (1957)
- パルティータ Partita Op.156
- ピアノ・ソナタ 第6番 変ロ短調 Op.160 (1961)

### 楽譜
- ヨーク・ボウエンの楽譜 - 国際楽譜ライブラリープロジェクト